# Elathous platiai
Elathous platiai là một loài bọ cánh cứng trong họ Elateridae. Loài này được Zapata de la Vega, Jos Luis miêu tả khoa học năm 2007.